# Třída Ardito
Třída Ardito byla lodní třída torpédoborců italského námořnictva. Celkem byly postaveny dvě jednotky této třídy. Bojovaly v první světové válce. Od roku 1929 byly klasifikovány jako torpédovky. Vyřazeny byly ve 30. letech.

## Stavba
Celkem byly postaveny dvě jednotky této třídy. Představovaly vylepšenou verzi třídy Indomito poháněnou turbínami Parsons. Jejich stavbu zajistila loděnice Cantiere navale fratelli Orlando v Livornu. Do služby byly zařazeny v letech 1913–1914.
Jednotky třídy Ardito:
| Jméno               | Založení kýlu | Spuštěna          | Vstup do služby | Osud          |
| ------------------- | ------------- | ----------------- | --------------- | ------------- |
| Ardito (AI, AO, AT) | únor 1912     | 20. října 1912    | listopad 1913   | Vyřazen 1931. |
| Ardente (AE, AR)    | březen 1912   | 15. prosince 1912 | duben 1914      | Vyřazen 1937. |

## Konstrukce
Výzbroj tvořil jeden 120mm kanón, čtyři 76mm kanóny a dva jednohlavňové 450mm torpédomety. Pohonný systém tvořily čtyři kotle Thornycroft a dvě turbíny Parsons o výkonu 16 000 hp, pohánějící dva lodní šrouby. Nejvyšší rychlost dosahovala 30 uzlů. Dosah byl 1200 námořních mil při rychlosti čtrnáct uzlů. Při rychlosti 35 uzlů se dosah zmenšil na 400 námořních mil.

### Modernizace
Roku 1915 byly torpédoborce vybaveny dvěma zdvojenými 450mm torpédomety a zároveň mohly nést až deset námořních min. V letech 1915–1916 bylo zvětšeno množství neseného paliva ze 100 na 128 tun. Plný výtlak narostl na 900 tun a nejvyšší rychlost torpédoborců klesla na 27–28 uzlů.
V letech 1918–1920 byly vyměněna hlavňová výzbroj. Nové složení výzbroje tvořilo pět 102mm kanónů, jeden 40mm kanón, dva 6,5mm kulomety a čtyři 450mm torpédomety.